# Bois 〜機械仕掛けの街〜
『bois ～機械仕掛けの街～』（ボイズ・きかいじかけのまち）は花梨エンターテイメントがリリースするボーイズラブゲーム、ショタゲー。もともとは同人ソフトとして発表されたが市販化された。発売前のポスターでは市販ソフトであるにもかかわらず、キャラクターの年齢設定が小学生と明記されており、事実上、コンピュータソフトウェア倫理機構発足普及後における唯一、小学生年齢の性的描写のある市販ゲームソフトといえる。

## 内容
近未来の横浜（yokohama city）を舞台とし、人種民族の坩堝（るつぼ）と化し貧富と差別の横行する殺伐とした世界に生きるアウトローな少年同士の心の触れ合いを描く。
ゲーム内容はいわゆるスケジュールゲームであり、1週間を3つに分け、どのような行動をするか、そして夜は誰と会いに行くかを繰り返してゆく。目的は弟の水樹との和解であるが、ダブルブッキングが極めて激しい作りになっているため、攻略キャラクターの好感度を徹底してあげていかなければならない。また、生活費は自力で稼がねばならないが、諸行動によって発生する結果は基本的にランダムであり、入る金額には大きな差があるため、運によるところが大きい。更にセーブファイルが1つしか作れず、ロード完了と同時にファイルが消される、いわゆる、やり直しの利かないゲームであることに加え、イベントの発生によって他のキャラクターとの約束が入ったりすると、生活費が弾き出せなくなるなど、かなりきつめのバランスを敷いていると言える。

## 登場人物
小柳 大地
主人公の少年。弟の水樹と離れ離れで暮していたが、父の訃報を聞き、水樹の棲むアパートへと赴く。機械いじりが得意であり、ガラクタやジャンクの山を漁っては小遣いにする生活を始める。
杉沢 水樹
大地の弟。苗字が異なるのは両親が離婚し、大地が母に、水樹が父に引き取られていったため。その後、父親は他界し、スリをして暮してきた。
桐山 光
父親は死に、母親は雲隠れし、一人で生きていかねばならぬ彼は本作でもっとも幼いにもかかわらず、自らの身体を売る選択をした。
椿 空
普段は無口で、冷たい印象を受ける。ハッカーを生業とし、情報操作を行うことで暮らしを立てており、普段はコンピュータに囲まれた部屋で過ごしている。
翌檜 涼二
アパートの管理人をしている少年。ここで暮す中では唯一家族らしい家庭に暮し、学校にも通っている。